# مارتن ويليام أشلي
مارتن ويليام أشلي (بالإنجليزية: Martin William Ashley)‏ هو مهندس معماري بريطاني، ولد في 29 أبريل 1952.